# ゾーイ・オルドクロフト
ゾーイ・オルドクロフト（Zoe Aldcroft、1996年11月19日 - ）は、イングランドの女子ラグビーユニオン選手。

## プロフィール
- イングランド・スカーブラ出身[1]。
- ポジションはロック(LO)。
- 身長 182cm、体重 85kg
- 女子イングランド代表キャップは34（2022年11月現在）。
- 2017年W杯の女子イングランド代表に選ばれた[2]。

## 略歴
2021年、女子イングランド代表の主将に就任。
2022年、ラグビーワールドカップ2021の女子イングランド代表に選ばれて、レッド・ローズ2大会連続準優勝に貢献。

## 受賞歴
- ワールドラグビー女子15人制年間最優秀選手賞:2021年[5]
- ワールドラグビー女子15人制ドリームチーム:2021年[6]